# Carabus auratus

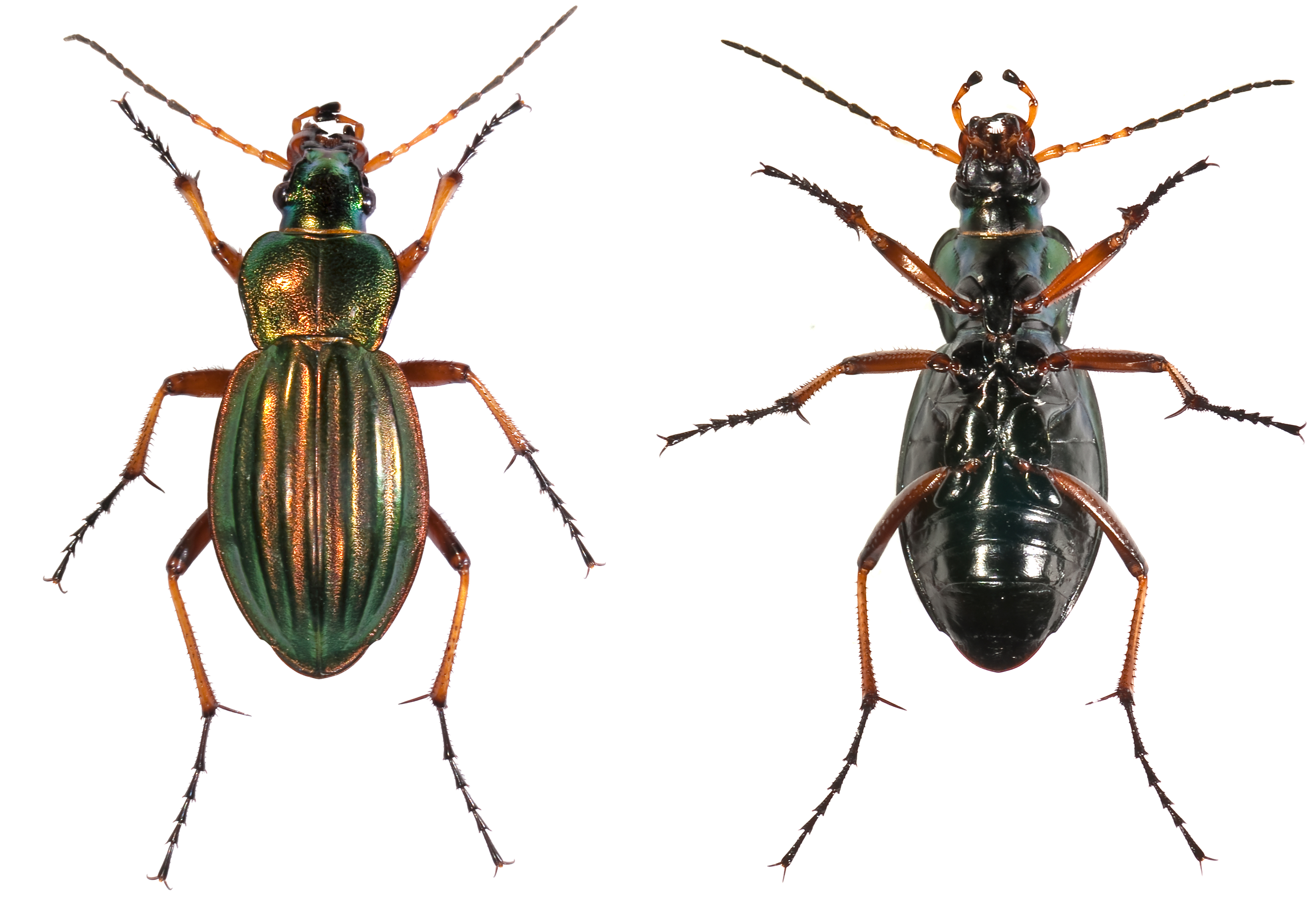
Carabus auratus

Carabus auratus, золототурун золотий, жужелиця золотиста — представник родини турунів, властивий центральній і східній Європі. Також інтродукований у Північну Америку.

## Опис
Нелітний жук, що доростає до розміру 1,7-2,0 см. Кожне надкрило має три широкі поздовжні жолобки і пофарбоване у райдужно золото-зелені кольори, так само як і голова та груди. Ноги, антени і ротова частина помаранчеві.
Жука можна знайти в полях і серед кущів особливо на глинястих ґрунтах. У пошуках здобичі може видертись на дерево, але віддає перевагу незатіненим місцинам.
Активний упродовж дня він полює на комах, равликів і червів, яких захоплює своїми мандибулами і сприскує травним виділенням перед поглинанням. Часто його жертвами набагато більше за розміром ніж сам жук.
Цей жук допомагає фермерам і садівникам, бо харчується шкідниками на штиб колорадського жука.
Личинки розвиваються впродовж весни і літа, вони полюють на черв'яків та інших комах на землі вранці і ввечері і швидко ростуть; вони проходять через три стадії стаючи лялечкою наприкінці літа, нове покоління дорослих жуків з'являється восени, але рідко буває активним, зазвичай ховається під каміння або в ґрунт, щоб перезимувати.